# Xanca castanya
La xanca castanya (Grallaria capitalis) és una espècie d'ocell de la família dels gral·làrids (Grallariidae).

## Hàbitat i distribució
Habita la selva pluvial dels Andes del centre del Perú.